# Дімітрі Оберлен
Дімітрі́ Жозе́ф Оберле́н Мфомо́ (нім. Dimitri Joseph Oberlin Mfomo, нар. 27 вересня 1997, Яунде) — швейцарський футболіст камерунського походження, нападник клубу «Базель».

## Клубна кар'єра
Народився 27 вересня 1997 року в місті Яунде. Вихованець футбольної школи клубу «Цюрих». Дорослу футбольну кар'єру розпочав 2014 року в основній команді того ж клубу, дебютувавши у швейцарській Суперлізі вже в 16-річному віці, 18 травня 2014 року в поєдинку проти «Арау», вийшовши на 90-ій хвилині на заміну замість Педро Енріке.
У 2015 році його за мільйон євро придбав австрійський «Ред Булл» з міста Зальцбург. 25 липня 2016 року дебютував в австрійській Бундеслізі, в поєдинку проти «Маттерсбурга», вийшовши на заміну на 70-ій хвилині замість Марко Джуріцина. Всього за «Ред Булл» виходив у 12 зустрічах, де зумів тричі відзначитися. Крім цього, Дімітрі паралельно грав за фарм-клуб «Ред Булла» — «Ліферінг». За них в сезоні 2015/16 провів 15 матчів, відзначившись сім разів у другому за рівнем дивізіоні Австрії. 
У липні 2016 року був відданий в оренду в австрійський «Альтах», де пограв до кінця року, після чого повернувся в «Ред Булл», вигравши другий поспіль золотий дубль, проте основним гравцем не став, через що влітку 2017 року був відданий в оренду в швейцарський «Базель». Згодом клуб з Базеля викупив контракт гравця, який почав отримувати у новій команді достатньо ігрового часу.
2019 року був відданий в оренду спочатку до італійського «Емполі», а згодом до бельгійського «Зюлте-Варегем».
У липні 2020 року повернувся з оренди і продовжив виступи за «Базель».

## Виступи за збірні
2012 року дебютував у складі юнацької збірної Швейцарії, взяв участь у 22 іграх на юнацькому рівні, відзначившись 7 забитими голами.
З 2016 року став залучатись до складу молодіжної збірної Швейцарії. На молодіжному рівні зіграв у 7 офіційних матчах, забив 3 голи.
У березні 2018 року дебютував в офіційних іграх за національну збірну Швейцарії.
| Дата      | Місто | Господарі | Результат | Гості     | Турнір           | Голи | Примітки |
| --------- | ----- | --------- | --------- | --------- | ---------------- | ---- | -------- |
| 23-3-2018 | Афіни | Греція    | 0 – 1     | Швейцарія | товариський матч | -    | 73'      |
| Усього    |       | Матчів    | 1         |           | Голів            | 0    |          |

## Досягнення
«Ред Булл» (Зальцбург)
- Чемпіон Австрії (2): 2015/16, 2016/17
- Володар Кубку Австрії (1): 2015/16, 2016/17